# Епифановское согласие
Епифановское согласие, или епифаново согласие, а также епифановщина — согласие в поповском старообрядчестве, получившее название по имени Епифания Яковлева, в понимании никониян и большинства старообрядцев «лжеепископа». Очень сходно с ветковским согласием, но отличие заключается в приверженности его сторонников к Епифанию, которого члены общин считали старообрядческим епископом и страдальцем и поклонялись его могиле в Киеве.
Эти старообрядцы-поповцы получили название своего толка по имени Епифания (в 1730-х годах), которого почитали как епископа и страдальца. Могила Епифания Яковлева находилась в Киеве, туда приезжали его сторонники для поклонения. В конце XVIII века епифановцы были немногочисленны, но имели свои церкви и даже монастырь. Однако данное согласие всегда имело широкую географию распространения, в особенности было известно на реке Ветке и на Стародубщине.
Епифановщина практически ничем не отличалась от ветковского согласия, кроме привязанности его последователей к Епифанию. Они молились за него в своих часовнях как за истинного епископа, поминали его не только как епископа, но также как и страдальца, ходили для поклонения на могилу в Киеве, несмотря на многочисленные насмешки из-за этого со стороны других старообрядцев.
По одним сведениям, в 1790-х годах со смертью последнего священника согласие прекратило своё существование. Согласно другим — даже к концу XX века Епифаново согласие имело незначительное число приверженцев.

## Комментарии
1. ↑  На сайте "Культура веры" (авторский проект Александра Колодина) очевидная ошибка в дате  — 1630 год[2]. Московский собор, положивший начало делу унификации московских книг по греческим, состоялся в 1654 году. До этого никакого понятия "старообрядчество" не могло существовать. Даты жизни самого Епифания (Евстафия Яковлева сына Реуцкого) — около 1680—1735).